# Carl Steven
Pour les articles homonymes, voir Steven.
Carl Steven est un acteur américain né le 7 novembre 1974 à Glendale en Californie et décédé le 31 juillet 2011 à Tucson en Arizona.

## Biographie
Modèle:Est décédé d'une overdose d'héroïne..

## Filmographie

### Cinéma
- 1984 : Star Trek 3 : À la recherche de Spock : Spock à 9 ans
- 1985 : Teen Wolf : le garçon au sifflet
- 1988 : A Night at the Magic Castle : Ruggles
- 1989 : Chérie, j'ai rétréci les gosses : Tommy Pervis
- 1994 : White Angel : Kevin

### Télévision
- 1981 : La Petite Maison dans la prairie : Jess Miles (1 épisode)
- 1982 : Rosie: The Rosemary Clooney Story : Raphael
- 1982-1984 : Simon et Simon : le petit garçon (2 épisodes)
- 1983 : Wait Till Your Mother Gets Home!
- 1983 : Quincy : Chris Rayano (1 épisode)
- 1983-1987 : Webster : Roger et Petey (7 épisodes)
- 1984 : Matt Houston : Matt jeune (1 épisode)
- 1984 : E/R : Isaac (1 épisode)
- 1985 : Pas mon enfant : le petit de 10 ans
- 1985 : Heart of a Champion: The Ray Mancini Story : Ray à 10 ans
- 1985 : CBS Storybreak : Ralph (1 épisode)
- 1985 : The Hugga Bunch : Andrew Severson
- 1985 : Les Aventures de Charlie Brown et de Snoopy : Franklin (1 épisode)
- 1985 : Happily Ever After : Woody Coleman
- 1985 : Trapper John, M.D. : Daryl Tinker (1 épisode)
- 1986 : Arnold et Willy : Kurt (1 épisode)
- 1986 : Crossings : Johnny Burnham (2 épisodes)
- 1986 : Les Fluppy Dogs : Jamie Bingham
- 1987 : ABC Afterschool Special : Brad (1 épisode)
- 1987 : Quoi de neuf docteur ? : Vinnie Babotz (1 épisode)
- 1987 : SOS Fantômes : Alec (1 épisode)
- 1987 : Popeye, Olive et Mimosa (13 épisodes)
- 1987 : Punky Brewster : Joey Deaton (3 épisodes)
- 1987-1988 : Loin de ce monde : Quigley Handlesman (7 épisodes)
- 1988 : Superman, l'Ange de Metropolis (1 épisode)
- 1988-1991 : Scooby-Doo : Agence Toutou Risques : Fred Jones (25 épisodes)
- 1989 : Mr. Belvedere : Bruce Kingman (1 épisode)
- 1989 : Living Dolls : Don (1 épisode)
- 1990 : Hull High : Michael (1 épisode)
- 1991 : Pour que l'on n'oublie jamais : Mel jeune
- 1993 : Les Années coup de cœur : Guy (1 épisode)
- 1994-1996 : Code Lisa : Matthew (4 épisodes)